# عبد الله بن حسين نعمة
عبد الله بن حسين نعمة (1915 - 1995)،هو عميد الصحافة القطرية ومؤسس جريدة العرب ومجلة العروبة. ولد عبد الله حسين نعمة سنة 1915م، درس في قطر والبحرين، ثم انتقل للعمل الميداني وهو بمقتبل العمر، وكانت بداية سيرته المهنية في شركة أرامكو السعودية، وانتقل منها إلى الكويت حيث عرف الطباعة والمطابع الممكننة، ثم عاد إلى بلاده ليُعَيَّن مسؤولاً بهيئة الجمارك القطرية سنة 1950م، وكان النعمة يشكو دائماً من قلة المعلومات السياسية والاقتصادية التي ترد للمجتمع القطري مقارنةً بدول الجوار، فقرَّر السفر إلى الهند ليتعلم أسس مهنة الطباعة، حيث اشترى مطبعة نصف ممكننة، ونقلها إلى قطر سنة 1957م، حيث أنشأ أول مكتبة لتوزيع الصحف والمجلات العربية والأجنبية، وأصدر أول مجلة قطرية باسم مجلة العروبة، حيث صدَرَ عددها الأول بتاريخ 5 فبراير عام 1970م، ثم أصدر جريدة اسمها جريدة العرب، وكان أول إصدارها في يوم 6 مارس عام 1972م، كان النعمة قوميَّ الفكر، واشتهر بأسلوبه الأدبي، ترك أثراً كبيراً على الصحافة والثقافة القطرية والعربية، نال جرَّاءها العديد من الجوائز والأوسمة، أهمُّها وسام الاستحقاق الجمهوري المصري الذي قلَّده إيَّاه الرئيس الراحل أنور السادات عام 1979م، ووسام مجلس التعاون الخليجي عام 1989م، ووسام الاستقلال الملكي الأردني الذي قلَّده إيَّاه الملك الراحل الحسين بن طلال عام 1990م. توفي عبد الله نعمة عام 1995م.